# Французький щит

Схема побудови французького щита з співвідношенням ширини до висоти 7:8, прийнята у європейській геральдиці

Францу́зький щит — одна з дев'яти основних форм щитів, що використовуються в геральдиці.
У порівнянні з іншими геральдичними щитами має найбільшу площу для заповнення, оскільки форма інших щитів складніша. У зв'язку з цим французький щит використовується частіше за інші щити.

## Назва
- Французький щит
- Кавалерійський щит

## Опис
Французький щит являє собою прямокутник з найбільшим загостренням в середній нижній частині. Співвідношення ширини і висоти становить 8:9, співвідношення верхнього та нижнього полів по вертикальній осі рівні (1,0:1,0). Нижні кути щита — округлі.

## Історія застосування
Французький щит був типовим для всіх міст Російської імперії XIX століття. Французькі щити залишилися у гербах сучасної Російської Федерації і частково Білорусі. Також герби, що використовують французький щит, були у міст Східної України в XIX — на початку ХХ ст.
За рекомендаціями Українського геральдичного товариства для гербів міст і сіл та областей і районів України замість французького щита використовується заокруглений (так званий «іспанський щит»), традиційний для українських міст протягом раннього періоду (XIV—XVII ст.). Саме на таких заокруглених знизу щитах подавався й тогочасний герб Києва.

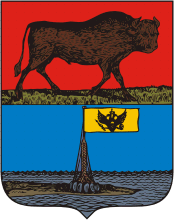
Герб Берестя, періоду Російської імперії на французькому щиті
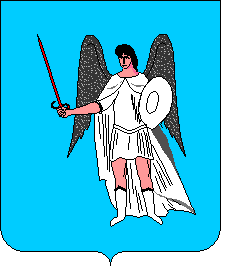
Герб Києва, періоду Російської імперії на французькому щиті